# Ten Commandments
Ten Commandments è una raccolta di brani del cantante heavy metal Ozzy Osbourne. Il disco è stato stampato in edizione limitata.

## Tracce
1. Flying High Again
2. Crazy Train
3. Diary of a Madman
4. Shot in the Dark
5. Thank God for the Bomb
6. Bark at the Moon
7. Tonight
8. Little Dolls
9. Steal Away (the Night)
10. So Tired